# Rudas Jutka
Rudas Jutka (Rudaš Jutka) (Karlsruhe, 1969. április 30. –) szlovéniai magyar irodalomtörténész. A Maribori Egyetem Bölcsészettudományi Kara Magyar Nyelv és Irodalom Tanszékének egyetemi tanára.

## Életpályája
1988-ban Lendván érettségizett. 1993–1999 között a Lendvai Kétnyelvű Középiskola magyartanára volt. 1996-ban a Maribori Egyetem Pedagógiai Karán magyar nyelv és irodalom, valamint földrajz szakon diplomázott. 2000-től a Pécsi Tudományegyetem Irodalomtudományi Doktori Iskolájában posztgraduális tanulmányokat folytatott kortárs magyar irodalomból és irodalomelméletből. 2002-től a Muravidéki Magyar Tudományos Társaság tagja. 2005-től a Vilenica Nemzetközi Írótalálkozó konzultánsa, 2013-tól zsűritagja. 2006-ban PhD. fokozatot szerzett. 2007-től a readme.cc virtuális irodalmi világháló munkatársa. 2008-tól a lendvai Tudományért Egyesület tagja. 2009-től a Magyar Tudományos Akadémia külső köztestületi tagja. 2010-től a Magyar Tudományos Akadémia Pécsi Területi Bizottsága Irodalomelméleti Munkabizottságának tagja. 2015-től a Maribori Egyetem Bölcsészettudományi Kar Magyar Nyelv és Irodalom Tanszék tanszékvezetője.

### Munkássága
Kutatási területe a 20. századi magyar irodalom, valamint a kortárs magyar irodalom, az irodalmi hermeneutika, a recepcióesztétika és a műfordítás elmélete. A kortárs, illetve modern magyar irodalommal foglalkozó tudományos tevékenysége sorába tartoznak a hazai és külföldi irodalmi-művészeti folyóiratokban megjelent tudományos és szakmai cikkei, a monográfiákban közzétett önálló tudományos összeállításai, (szépirodalmi) fordításai, recenziói és kritikái. Magyar szerzők műveinek fordítását szerkesztette szlovén folyóiratokban, nemzetközi projektekben vett részt.

## Művei
- Szlovén-magyar földrajzi fogalomtár (Lázár Lenkével, 2003)
- A szellem finom játéka. A kortárs magyar irodalom interkulturális aspektusa (Budapest, 2005-2006)
- Kulturális intarziák/Kulturne intarzije (tudományos monográfia, 2012)[5]
- Magyar kultúraspecifikumok a szlovén műfordításban (2013)
- Kontextualizált és elmesélt történelmi fikció: Balázs Attila: Kinek észak, kinek dél (2013)
- "Sorsesemények" horizontjai (2016)
- A kultúra kereszteződő rétegei: Esterházy Péter Szlovénia recepciójáról (2017)
- A leírás szerepe a délszláv kulturális (ön)reflexió diskurzusában: Faruk Šehić: Az Una hullámai (2018)